# Прощання (фільм, 1981)
«Прощання» (рос. «Прощание») — радянський двосерійний фільм 1981 року за мотивами повісті «Прощання з Матьорою» Валентина Распутіна. Задуманий і розпочатий Ларисою Шепітько, фільм був знятий після її трагічної загибелі її чоловіком, кінорежисером Елемом Климовим. Він же змінив назву: «Прощання з Матьорою» стало просто «Прощанням».
Фільм присвячений останнім дням існування Матьори — острівного села, яке планувалося до затоплення при будівництві ГЕС. У фільмі показано трагедію жителів села, змушених спалювати свої будинки й назавжди залишити рідні могили під водою.

## Сюжет
Село Матьора, розташоване на острові на річці Ангара, буде затоплене водами водосховища. Жителі села давно попереджені про те, що їм належить переселитися в нове селище, проте старі тягнуть до останнього. Керувати переїздом призначений Павло Пінігин, який робить це з важким серцем, оскільки сам прожив в селі майже все життя. Його начальник Воронцов сумнівів не відчуває, він знає, що все робиться заради високої мети: гряде будівництво нової ГЕС і нових міст навколо неї.
На острів прибуває бригада, яка зрізає хрести з могил, рубає високі дерева, підпалює спорожнілі будинки, щоб підготувати село до затоплення. Знищення знайомого їм з дитинства середовища жахає старожилів. Один із символів Матьори — величезне вікове дерево, яке бригада кілька разів намагається знищити — спочатку спиляти, потім звалити бульдозером, потім спалити. Однак і обвуглене воно підноситься над островом, як і раніше.
Головна героїня, Дар'я, мати Пінігина, сподівається, що їй вдасться перевезти з острова могили батьків. Вона просить про це онука, який приїжджає допомогти з переїздом. Однак той сідає на бульдозер, щоб повалити то обвуглене дерево, але, розуміючи, що батько і бабуся не схвалюють його дій, їде.
У село приїжджають косарі, щоб допомогти скосити нескошену траву. Однак приходять дощі, до того ж терміни затоплення скорочені. Косарі їдуть, а до вересня з острова вивезли і всіх дітей. Поступово переїжджають і мешканці, спалюючи за собою свої будинки. На острові залишається бригада, яка підготовлює до затоплення, і кілька бабусь, подруг Дар'ї, а також дідусь Богодул і маленький Коляня.
В останній день перед запланованим від'їздом Дар'я йде на могилу батьків, потім чисто миє весь будинок, білить піч, прикрашає світлицю квітами. Вона виходить з речами з будинку і дивиться, як його спалюють. Потім вона і все решта збираються в останньому сараї, що залишився.
Вночі в селищі на березі Воронцов приходить до Пінігина і запитує, чому не перевезені люди, які залишилися: завтра на острів прибуде комісія. Пінігин з Воронцовим і колишнім жителем села Петрухою на світанку їдуть на катері на острів. Кругом густий туман, в якому вони не можуть знайти острів. Вони кричать, Воронцов запалює факел, але Матьора немов уже пішла під воду.
Останній кадр фільму — вікове дерево Матьори, яке стоїть не обвуглене, а покрите зеленим листям. Воно живе, незалежно від того, що сталося з Матьорою.

## У ролях
- Стефанія Станюта —  стара Дар'я
- Лев Дуров —  Павло Пінігин
- Олексій Петренко —  Воронцов
- Леонід Крюк —  Петруха
- Вадим Яковенко —  Андрій Пінігин
- Юрій Катін-Ярцев —  Богодул
- Денис Луппов —  Коляня
- Майя Булгакова —  Настасья, подруга Дар'ї
- Найдан Гендунова —  Тунгуска, подруга Дар'ї
- Галина Дьоміна —  Сіма, подруга Дар'ї
- Анна Кустова —  подруга Дар'ї
- Любов Малиновська —  Ліза, подруга Дар'ї
- Надія Погорішня —  подруга Дар'ї
- Людмила Полякова —  подруга Дар'ї
- Федір Валіков —  Яків
- Павло Кормунін —  дід Єгор
- Олена Санько —  директор школи
- Ірина Бразговка —  дівчина на косовищі
- Олексій Горячев —  робітник
- Лідія Савченко —  дружина Павла
- Михайло Калинкин —  хлопець на всюдиході

## Знімальна група
- Автори сценарію:  Герман Клімов,  Рудольф Тюрин,  Лариса Шепітько
- Режисери:  Елем Климов,  Лариса Шепітько
- Оператори:  Олексій Родіонов,  Юрій Схиртладзе,  Сергій Тараскин
- Художник:  Віктор Петров
- Композитори:  В'ячеслав Артемов,  Альфред Шнітке
- Звукооператор:  Борис Венгеровський
- Диригент:  Костянтин Кримець